# Greg McCrary
Pour les articles homonymes, voir McCrary.
(en) Statistiques sur pro-football-reference
Gregory Alonza McCrary (né le 24 mars 1952 à Griffin, et mort le 9 avril 2013  à Atlanta) est un joueur américain de football américain.

## Carrière

### Université
McCrary fait ses études supérieures à l'université d'Atlanta Clark.

### Professionnel
Greg McCrary est sélectionné au cinquième tour du draft de la NFL de 1975 par les Falcons d'Atlanta au 123e choix. Lors de sa première saison chez les professionnels, McCrary entre au cours de treize matchs mais ne reçoit aucun ballon. En 1976, il ne joue aucun match mais revient en 1977 et ne reçoit que deux ballons mais marque son premier touchdown.
En 1978, il signe avec les Redskins de Washington après avoir été libéré par les Falcons et entre au cours de cinq matchs. En cours de saison, il signe avec les Chargers de San Diego où il marque un touchdown en huit matchs. Il reste ensuite deux saisons avec les Chargers où il devient tight end titulaire pendant dix matchs en 1980, inscrivant deux touchdowns. Néanmoins, il revient pour la saison 1981 avec les Redskins et joue cinq matchs avant de disparaître du football professionnel.